# Hans Krummrey
Hans Krummrey (* 2. Mai 1930 in Guben; † 18. Januar 2018 in Berlin) war ein deutscher Epigraphiker.

## Leben
Hans Krummrey wurde im Sommer 1961 an der Universität Halle mit der Arbeit Interpretationen lateinischer Versinschriften promoviert. Er wurde Mitarbeiter des Corpus Inscriptionum Latinarum und war ab 1967 über Jahrzehnte Leiter der Arbeitsgruppe des beim Zentralinstitut für Alte Geschichte und Archäologie (ZIAGA) der Akademie der Wissenschaften der DDR und später der Berlin-Brandenburgischen Akademie der Wissenschaften angesiedelten Großprojektes. Selbst während der DDR-Zeit konnte er seine Studien mehr oder minder ungehindert fortsetzen und wurde anders als viele andere Mitarbeiter nicht in anderen Großprojekten des ZIAGA wie der Kulturgeschichte der Antike eingesetzt. Einzig zum Lexikon der Antike steuerte er Beiträge aus seinem Fachgebiet bei, widmete sich aber sonst der Bearbeitung und Herausgabe von Inschriften.
Krummrey war korrespondierendes Mitglied des Deutschen Archäologischen Instituts. 1988 wurde ihm für seine Verdienste auf dem Gebiet der lateinischen Inschriftenkunde die Leibniz-Medaille der Akademie der Wissenschaften der DDR verliehen.
Krummrey starb im Alter von 87 Jahren.

## Schriften
- Interpretationen lateinischer Versinschriften. Halle 1961.
- mit Theun-Matthias Schmidt: Zwei römische Sarkophage (= Aus den Sammlungen der Winckelmann-Gesellschaft in Stendal. Band 2). Winckelmann-Gesellschaft, Stendal 1988.